# Schilting
Schilting je naselje v Občini Volšperk v Okraju Volšperk na Koroškem v Avstriji.